# Presles (Henegouwen)
Presles is een dorp in de Belgische provincie Henegouwen en een deelgemeente van de Waalse gemeente Aiseau-Presles, het was een zelfstandige gemeente tot aan de gemeentelijke herindeling van 1977.

## Geschiedenis
Presles behoorde tot zijn gemeentewording op het eind van het ancien régime tot het Prinsbisdom Luik. Bij de Franse overheersing van de Zuidelijke Nederlanden werd het bij het nieuwe department Jemappes gevoegd. 
Tot de gemeente behoorde ook het gehucht Roselies, tot dat in 1878 werd afgesplitst als zelfstandige gemeente. Bij de gemeentelijke herindeling van 1977 werd Presles een deelgemeente van Aiseau-Presles.

## Demografische ontwikkeling
- Bronnen:NIS, Opm:1831 tot en met 1970=volkstellingen, 1976= inwoneraantal op 31 december
- 1880: Afsplitsing van Roselies in 1878

## Bezienswaardigheden
- De Église Saint-Remi

## Geboren
- Théodore Fourmois (1814-1871), kunstschilder